# Strategie EU v oblasti biologické rozmanitosti do roku 2030
Strategie EU v oblasti biologické rozmanitosti (Strategie EU pro biodiverzitu, Strategie pro biodiverzitu), s podtitulem "Navrácení přírody do našeho života", je důležitou součástí Zelené dohody pro Evropu (Green deal). Jejím cílem je zvrátit na území Evropské unie nepříznivé trendy v oblasti ochrany přírody, předejít vymírání druhů a stabilizovat populace ohrožených živočichů, rostlin i hub. K nejambicióznějším bodům strategie patří závazek chránit do roku 2030 alespoň 30% území EU a 30% evropských moří, přičemž nejcennější třetina takto chráněných území má být chráněna striktně. K rozsáhlým změnám by mělo dojít také v zemědělském, rybářském a lesnickém hospodaření. V oblasti zemědělství by 10% orné půdy mělo být přeměněno na výrazné krajinné prvky a dalších 25% půdy se má obhospodařovávat v ekologickém režimu. Množství používaných pesticidů by se mělo snížit o 50% a množství hnojiv o 20%. Uvedené cíle platí pro Evropskou unii jako celek. Řada bodů strategie byla záměrně zvolena tak, aby odpovídala předpokládaným cílům globálního rámce pro biologickou rozmanitost, který byl následně přijat na konferenci OSN o biodiverzitě COP15. Evropská unie chce těmito závazky jít příkladem ostatním a přispět tím k dosažení a splnění co možná nejambicióznějších globálních cílů v oblasti biologické rozmanitosti.

## Obsah strategie

### Soudržná síť chráněných území
Do roku 2030 by v Evropské unii mělo být chráněno 30% pevninského území a 30% všech evropských moří. To bude oproti dnešku znamenat významný nárůst, neboť v současnosti je v EU chráněno pouze 26% půdy a 11% mořských oblastí. Tyto oblasti by měly být chráněny před zástavbou, infrastrukturními projekty a nebezpečným průmyslem. Lesy, zemědělskou půdu a vodní plochy pak v chráněných oblastech bude možné využívat pouze metodami a postupy šetrnými k životnímu prostředí.
Třetina takto chráněných území, neboli 10% evropské pevniny a 10% evropských moří, by přitom měla být chráněna přísně. To znamená, že bude plně ponechána přirozeným procesům, nebo v nich budou prováděny pouze takové činnosti, které jsou pro udržení zdejších cenných ekosystémů nezbytné. Tento cíl by měl znamenat vůbec nejvýraznější změnu oproti současnosti, neboť v EU je nyní tímto způsobem chráněno jen 3% pevniny a 1% moří.
Součástí přísně chráněných území musejí být všechny primární a původní lesní porosty, které se na území EU zachovaly. Do nových chráněných území musejí být přednostně zahrnovány ty lokality, které jsou z ekologického hlediska nejcennější.
Jednotlivá chráněná území by dále měla být propojena ekologickými koridory, aby se jimi mohli zdejší živočichové a další organismy přesouvat a předešlo se tím jejich genetické izolaci. Výsledkem by měla být transevropská síť pro přírodu.

### Návrat přírody na zemědělskou půdu
Další ambiciózní cíle se týkají zemědělské krajiny. Celé zemědělské odvětví by mělo projít rozsáhlou transformací, jejíž konkrétní rysy blíže popisuje strategie "Z vidlí na vidličku".
Ze zemědělského hospodaření má být do roku 2030 vyjmuto 10% zemědělské půdy, která má být přeměněna na "vysoce rozmanité krajinné prvky" jako např. ochranná pásma, půda ležící ladem, živé ploty, neproduktivní stromy, terasovité zdi, rybníky, ap. Dalších 25% zemědělské půdy má být obhospodařováno v ekologickém režimu.
Do roku 2030 se má celkové používání a riziko chemických pesticidů snížit o 50%, aby došlo ke snížení úhynu hmyzu a polního ptactva. Objem používaných hnojiv se má snížit o 20% a únik živin do okolí o 50%, aby tím bylo sníženo riziko eutrofizace vod.
Strategie dále požaduje usnadnění používání tradičních odrůd plodin a plemen, aby tím byl zvrácen pokles genetické rozmanitosti. Zmiňována je rovněž podpora agrolesnictví.
Cíle v oblasti zemědělství mají být zaváděny skrze Společnou zemědělskou politiku. Ta je pro členské státy unie závazná a umožňuje využít k ekologickým cílům mechanismus zemědělských dotací.

### Transformace lesnictví
Výraznou proměnou má projít také lesní hospodaření. Evropské lesy již do budoucna nemají sloužit jen k produkci dřeva, ale mají být obhospodařovány tak, aby v nich byla obnovena a udržena biologická rozmanitost, aby byly odolnější vůči klimatickým změnám a požárům a aby dokázaly pohlcovat a ukládat uhlík, čistit vodu a ovzduší, stabilizovat půdu atd. Konkrétnější obrysy transformace lesního hospodaření popisuje Strategie EU v oblasti lesnictví.
Kromě toho má být v EU do roku 2030 vysázeno až 3 miliardy stromů. Ty však mají být sázeny hlavě ve městech a na venkově, a to v souvislosti se zmiňovanou podporou agrolesnictví a vytváření krajinných prvků v zemědělské krajině. Výsadba má probíhat podle strategických plánů Společné zemědělské politiky.

### Obnova sladkovodních ekosystémů
Aby mohly být obnoveny sladkovodní ekosystémy a přirozené funkce řek, je třeba odstranit zastaralé překážky a obnovit záplavové oblasti řek. To umožní rybám a jiným vodním živočichům přirozeně migrovat a zvýší se přirozené usazování říčních sedimentů. Tímto způsobem má být do roku 2030 zprůchodněno nejméně 25 000 km řek.

### Obnova mořských ekosystémů
Stav mořských ekosystémů je ovlivňován především rybolovem. Kromě vyhlášení nových chráněných a přísně chráněných mořských oblastí je třeba zajistit, aby se v evropských mořích celkově lovilo udržitelným způsobem a mohlo dojít k obnovení populací lovných ryb. Dále musí být přijata taková opatření, která by vyloučila či snížila na minimum vedlejší úlovky druhů ohrožených vyhynutím. Platit musí rovněž nulová tolerance vůči nezákonným praktikám v oblasti rybolovu. Těchto cílů má být dosaženo prostřednictvím Společné rybářské politiky EU.

### Ekologizace městských a příměstských oblastí
Strategie si klade za cíl zastavit a zvrátit úbytek zelených městských ekosystémů, mezi něž patří prvky jako parky, zahrady, zelené střechy, městské farmy, atd. Při udržování městské zeleně by neměly být používány žádné pesticidy, mělo by být omezeno nadměrné sekání a jednotlivé zelené plochy by se měli co nejlépe propojovat. Města, v nichž žije více než 20 000 obyvatel, by měla vypracovat ambiciózní plány pro městskou zeleň.

### Další cíle
Strategie obsahuje také cíle týkající se záborů zemědělské půdy, snížení znečišťování vod, ovzduší a půd a také boj s invazivními druhy organismů.

## Zahraničně-politické souvislosti

### Strategie EU pro biodiverzitu a Kunmingsko-Montrealský plán
Strategie pro biodiverzitu, zveřejněná v květnu roku 2020 Evropskou komisí, záměrně přejímá a rozpracovává cíle, které měly být, a nakonec skutečně byly, přijaty na globální konferenci OSN o biodiverzitě COP15. Na této konferenci byl v prosinci roku 2022 schválen tzv. Kunmingsko-Montrealský globální rámec pro biologickou rozmanitost, který obsahuje řadu ambiciózních globálních cílů, jež mají zabránit šestému masovému vymírání a obnovit vysokou biologickou rozmanitost.
Tímto gestem měla jít Evropská unie příkladem ostatním státům a přispět tím ke schválení co nejambicióznějších globálních cílů v oblasti biologické rozmanitosti. Na tuto evropskou strategii lze proto nahlížet také jako na soubor evropských závazků, k nimž se EU přihlásila v rámci plnění tohoto globálního plánu.
Evropská strategie pro biodiverzitu, stejně jako Kunmingsko-Montrealský plán, reaguje především na globální hodnotící zprávu o biologické rozmanitosti a ekosystémových službách, vydanou roku 2019 Mezivládním panelem OSN pro biodiverzitu a ekosystémové služby (IPBES). Ta je považována za dosud nejkomplexnější analýzu stavu světových ekosystémů, identifikuje pět hlavních příčin vymírání a navrhuje řadu opatření jak situaci čelit. Text strategie vychází rovněž ze zprávy Živá planeta, vydané roku 2018 Světových fondem pro ochranu přírody.

### Mezinárodní správa oceánů
Cílem evropské strategie je prosadit ambiciózní a právně závazné dohody o biologické rozmanitosti moří v oblastech nacházejících se mimo jurisdikci jednotlivých států. Prostřednictvím Světové obchodní organizace (WTO) chce EU usilovat o přijetí celosvětové dohody o zákazu dotací rybolovu s nepříznivým dopadem na mořské ekosystémy.
EU by rovněž měla využít veškerý svůj diplomatický vliv a schopnost oslovit veřejnost s cílem pomoci zprostředkovat dohodu o stanovení tří rozsáhlých chráněných mořských oblastí v Jižním oceánu.

### Obchodní politika
Evropská komise plánuje lépe využít toho, že řada mezivládních obchodních dohod obsahuje také ustanovení o ochraně biologické rozmanitosti. Tato ustanovení by měla být prosazována a vyžadována daleko důsledněji než doposud.
EU bude usilovat o to, aby se na její trh nedostávaly výrobky spojené s odlesňováním. Naopak bude podporován dovoz takových produktů, jejichž výroba má na lesy příznivé dopady. Evropa také plánuje důsledněji potírat obchod s volně žijícími a planě rostoucími druhy.

### Mezinárodní spolupráce
Evropská unie se zavazuje zvyšovat finanční i jinou podporu rozvojovým zemím na ochranu biodiverzity. Zvláštní pozornost se zde věnuje Africe, v níž chce EU spustit iniciativu s názvem NaturAfrica. Ta by se měla soustředit na ochranu volně žijících a planě rostoucích druhů a klíčových ekosystémů. Měla by rovněž nabízet místnímu obyvatelstvu pracovní příležitosti v ekologických odvětvích.
EU má podporovat rovněž země západního Balkánu a státy v sousedství EU v jejich úsilí o ochranu biologické rozmanitosti.

## Ekonomické souvislosti
Velkou pozornost věnuje text strategie skutečnosti, že opatření na ochranu biologické rozmanitosti budou mít významný přínos i z ekonomického hlediska. Na stavu ekosystémů totiž nepřímo závisí až polovina celkového HDP. Jako příklad se zde uvádí ochrana opylovačů, na kterých závisí až 75% druhů potravinářských plodin, ochrana mokřadů či říčních meandrů, které budou zmírňovat dopady povodní nebo obnova populací mořských živočichů, která zvýší příjmy pro odvětví mořských plodů.
Plán na ochranu a obnovu biologické rozmanitosti počítá rovněž s podporou využívání rozmanitých tradičních odrůd plodin a místních plemen, což může významně zvýšit odolnost zemědělských plodin i hospodářských zvířat vůči nemocím a epidemiím. To povede k finančním úsporám, zdravějším potravinám a v neposlední řadě to posílí potravinovou bezpečnost.
Ochrana biologické rozmanitosti má pomoci také s bojem proti klimatickým změnám. Krajinné prvky jako mokřady, rašeliniště či pobřežní ekosystémy spolu s udržitelným využíváním půdy, lesů a mořských oblastí nám pomůže přizpůsobit se změně klimatu a rovněž zachytávat více uhlíku z atmosféry. Do ochrany a obnovy biologické rozmanitosti by proto mělo být investováno 25% rozpočtu EU, vyčleněného na opatření v oblasti klimatu. Celkové výdaje na ochranu přírody z rozpočtu jednotlivých členských zemí, Evropské unie a ze soukromých zdrojů by měly činit nejméně 20 miliard eur ročně.

## Implementace strategie
Evropskou strategii pro biodiverzitu zveřejnila evropská komise v květnu roku 2020 a říjnu téhož roku ji schválil evropský parlament. Avšak přestože byla strategie takto oficiálně přijata, její cíle nejsou pro členské země právně závazné. Text strategie je proto třeba chápat především jako záměr, který evropská komise s evropským parlamentem hodlají prosadit, ale k jehož realizaci bude třeba využít dalších nástrojů.
Jedním z takovýchto nástrojů je Společná zemědělská politika, prostřednictvím které se z evropských fondů vyplácejí zemědělcům dotace. Tou se členské země musejí povinně řídit. Evropští politici se snaží dosáhnout toho, aby co největší část těchto dotací směřovala na podporu ekologického zemědělství a aby bylo přidělování dotací podmíněno vyčleněním části půdy na krajinné prvky a splněním dalších ekologických požadavků.
Podobným způsobem má být reformována také Společná rybářská politika, která pro evropské rybáře stanovuje kvóty na výlov jednotlivých druhů ryb a rozděluje rybářům dotace. Také Společná rybářská politika je pro členské státy závazná.
Dále má být přijato několik důležitých evropských zákonů. K těm nejdůležitějším patří zákon o obnově přírody, zákon o používání pesticidů a nařízení o zákazu dovozu produktů spojených s odlesňováním či degradací lesů.

## Opozice vůči strategii
Plánovaná opatření na ochranu biologické rozmanitosti se silně dotknou několika sektorů ekonomiky. Především pak konvenčního zemědělství, lesnictví a rybářství. Strategie proto od počátku čelí velkému odporu zástupců těchto sektorů.
K nejvýznamnějším odpůrcům většiny opatření na ochranu biodiverzity patří celoevropský svaz organizací agrárního, lesního a rybářského průmyslu Copa Cogeca. Ta má tradičně úzké vazby na Generální ředitelství pro zemědělství a rozvoj venkova (de facto "evropské ministerstvo zemědělství") a daří se ji ekologické ambice oslabovat.
Na úrovni jednotlivých členských států usilují o zmírnění ochranářských cílů zpravidla samotná ministerstva zemědělství, jež mají blízko k zájmovým uskupením, hájících zájmy zemědělských, lesních a rybářských podniků. To se projevilo např. při schvalování Nové společné zemědělské politiky na období let 2023 - 2027. Oproti původnímu návrhu evropské komise, aby 40% přímých zemědělských dotací šlo na podporu ekologického zemědělství, se ministrům podařilo tento podíl snížit na 25%. Cíl vyčlenit 10% orné půdy na výrazné krajinné prvky se pod tlakem ministrů zemědělství a zástupců agroprůmyslu musel snížit na pouhá 3 až 4% orné půdy. K dalšímu oslabování ekologických cílů pak dochází v rámci politiky jednotlivých členských států, neboť samotná realizace ekologických opatření probíhá v jejich režii.
Plány na ochranu biodiverzity však čelí i jiným tlakům. Např. koalice rybářského průmyslu EBFA (European Bottom Fisheries Alliance) odmítá návrh na zvýšení ochrany mořských oblastí na 30% a zákaz rybolovu na 10% mořských území s tím, že to bude mít negativní dopad na konkurenceschopnost rybářského průmyslu . Když Evropská komise navrhla zavést šestiměsíční zákaz lovu kriticky ohroženého úhoře, Francie, Švédsko, Dánsko a Španělsko tento návrh zablokovali. Proti přísné ochraně 10% evropského území se ostře vymezuje také Organizace evropských vlastníků půdy s tím, že by takováto ochrana narušovala práva vlastníků pozemků.

### Opozice vůči strategii v rámci ČR
V rámci České republiky působí několik organizací hájících zájmy konvenčních zemědělských podniků. Za nejvýznamnější lze označit Agrární komoru a Zemědělský svaz ČR, které jsou obě členy evropského svazu Copa Cogeca . Odmítají zejména chystané snížení používání pesticidů a hnojiv a obzvláště ostře protestují proti zvýhodňování drobných farem před velkými podniky v systému zemědělských dotací. K podpoře svých požadavků sepsali petici a zorganizovali řadu nátlakových akcí v podobě protestních shromáždění a výstražných jízd zemědělské techniky po republice. Proti přísné ochraně 10% evropského území se zase postavily Český rybářský svaz a Český myslivecký svaz  . 

## Podpora strategie
Cíle strategie naopak podporuje většina organizací, zabývajících se ochranou přírody. Jako příklad lze zmínit Světový fond přírody (WWF), Mezinárodní svaz ochrany přírody (IUCN) či BirdLife International. Roku 2019 vznikla v Evropské unii výzva Zachraňme včely i farmáře, která během tří let nasbírala 1,2 miliony podpisů. To dalo vzniknout stejnojmenné evropské občanské iniciativě, jejíž požadavky jsou blízké cílům strategie, neboť žádají ukončení používání pesticidů, podporu biodiverzity v zemědělské krajině a větší podporu ekologicky hospodařícím farmářům.
V České republice strategii podporují např. Český svaz ochránců přírody či Česká společnost ornitologická. Strategie má také podporu mnoha neziskových organizací a pozitivně ji hodnotí rovněž přírodovědci.